# Paul R. Fleischman
Paul R. Fleischman (geboren  am 4. August 1945 in New Jersey) ist ein amerikanischer Psychiater im Ruhestand, Meditationslehrer in der Tradition von S.N. Goenka und Autor. Er studierte an der University of Chicago, promovierte am Albert Einstein College of Medicine und lehrte an der Yale University. 1993 erhielt er den Oskar Pfister Preis der American Psychiatric Association, der für "herausragende Beiträge auf dem Gebiet von Religion und Psychiatrie" verliehen wird.
Paul Fleischman lernte Vipassana Meditation von S.N. Goenka in Indien, wo er 1974 an einem ersten Kurs teilnahm. 1987 wurde er Assistenzlehrer und 1998 zusammen mit seiner Frau Susan Fleischman von S.N. Goenka als Lehrer ernannt.
S.N. Goenka gab Paul R. Fleischman die Aufgabe, zu westlichen Wissenschaftlern und Experten zu reden und für sie zu schreiben und das ist der Hauptfokus seiner Bücher. Er verbindet Amerikanische Kultur und die westliche Wissenschaft mit der indischen Kultur, insbesondere den Lehren des Buddha. Er schreibt für ein westliches Publikum als Kenner des Ostens mit der Absicht die gemeinsamen Grundlagen herauszuarbeiten. Einige seiner Bücher wurden in andere Sprachen übersetzt, allerdings nicht ins Deutsche.

## Veröffentlichungen
- The Healing Spirit[4]

Für dieses Werk erhielt Paul Fleischman den Oskar Pfister Award.
- Cultivating Inner Peace[5]

Achtundzwanzig Kapitel über die Aspekte des inneren Friedens. Der Autor stellt eine Reihe von Persönlichkeiten vor, darunter Kathleen und Juan Mascaró, Helen und Scott Nearing, die Shaker, Walt Whitman, Mahatma Gandhi, John Muir, Henry David Thoreau. Mit diesen Beispielen erläutert er jeweils die für die Suche nach innerem Frieden bedeutsamen Eigenschaften.
- The Buddha Taught Nonviolence, Not Pacifism[6]

Ein Essay über  Gewaltlosigkeit, geschrieben nach den Terroranschlägen vom 11. September 2001. Der Autor diskutiert das Konzept der Gewaltlosigkeit, insbesondere im Vergleich zum Pazifismus. Er beschreibt, auf der Grundlage der Lehren des Buddha, Gewaltlosigkeit als eine innere Haltung auf einem spirituellen Weg.
- You Can Never Speak Up Too Often for the Love of All Things[8]

Eine Sammlung von Gedichten.
- Karma and Chaos[9]

Eine Sammlung von sieben Essays.
- Why I Sit
- The Therapeutic Action of Vipassana
- Healing the Healer
- Vipassana Meditation: A Unique Contribution to Mental Health
- The Experience of Impermanence
- Touchdown Anicca: An Evocation of Meditation in Everyday Life
- Karma and Chaos (gemeinsam mit seinem Sohn Forrest Fleischman)

- An Ancient Path[10]
- Wonder - When and Why the World Appears Radiant[11]

E-Books
- Vipassana Meditation and the Scientific World View[12]
- A Practical and Spiritual Path[13]
- Our Best and Most Lasting Gift: The Universal Features of Meditation[14]

## Artikel
- Seeing a Guru, The Yale Review, VOLUME LXIV, NO. 1, October 1974